# Taanit
Taanit (hebrejsko תענית, Ta'anit, slovensko Post) je razprava iz drugega dela Mišne, Tosefte in obeh Talmudov z naslovom Seder Moed (Prazniki). Razprava govori predvsem o molitvi za dež, postu za dež, postu na splošno in postih na 15. tamuza, 9. ava (dan uničenja Jeruzalema) in 15. ava. Razdeljena je na štiri poglavja s skupaj 34 mišnami.

## Vsebina
1. מֵאֵימָתַי (Od kdaj, sedem mišen). Prvo poglavje govori o času brez dežja, po katerem se mora v drugem blagoslovu Šemoneh 'Esreh  začeti omenjati dež in v osmem blagoslovu moliti za dež. Postenje zaradi pomanjkanja dežja naj bi trajalo zaporedoma dvakrat po tri dni in zadnje še sedem dni. Razprava govori tudi o strogosti posta v teh obdobjih in žalovanju, če dežja kljub temu ni.
2. סֵדֶר תַּעֲנִיּוֹת כֵּיצַד (Kako hitro, deset mišen). Drugo poglavje govori o predpisih za postenje: kaj se mora storiti in kaj ne, kdo naj se posti, na katere dni in kako dolgo. Govori tudi o molitvah in trobljenju in vlogi duhovnikov v  tridnevnih in sedemdnevnem postu in dneh, v katerih je skladno z Megillat Ta'anit splošen post  prepovedan.
3. סֵדֶר תַּעֲנִיּוֹת אֵלּוּ  (Vrstni red, devet mišen). Tretje poglavje govori o izjemah, v katerih se vrstni red postenja lahko spremeni. Na začetku vsakega obdobja posta se mora trobiti na trobento. Med druge primere, v katerih se mora postiti in trobiti, spadata na primer izbruh kuge in napad tuje vojske.
4. בִּשְׁלֹשָׁה פְּרָקִים  (Tri poglavja, devet mišen). Četrto poglavje govori o dneh, v katerih duhovnik blagoslovi ljudstvo s štirikratnim dviganjem rok, laičnih pomočnikih (ma'amadot) pri žrtvovanju, času, v katerem se zberejo, dnevih, na katere se morajo postiti, in besedilih, ki jih morajo vsak dan brati, dnevih v mesecu, v katerih so se v jeruzalemski tempelj prinašale lesne daritve, in o 17. dnevu meseca tamuza in tiša bava, najpomembnejših dneh za lesne daritve v Jeruzalemu, ko so dekleta, oblečena v belo, plesala po vinogradih in klicala mladeničem, naj si poiščejo primerno nevesto.

## Sklic
1. ↑  Eugen Weber: Talmud, Otokar Keršovani-Rijeka, Reka 1982, str. 55.